# 科尔特斯德亚雷诺索
科尔特斯德亚雷诺索，是西班牙瓦伦西亚自治区卡斯特利翁省的一个市镇。总面积81平方公里，总人口366人（2001年），人口密度5人/平方公里。